# Irské sbohem
Irské sbohem (v originále An Irish Goodbye) je irsko-britský krátký komediální film režisérů Toma Berkeleyho a Rosse Whita z roku 2022.

## Popis
Turlough McCaffrey žije v Londýně a téměř se nevídá se svým bratrem Lorcanem, který má downův syndrom. Jejich matka Grainne (Michelle Fairley) umírá, Turlough se proto vrací do rodného Glenmornanu, aby prodal dům a předal svého bratra k tetě na opatrování. Lorcan to odmítá a předá bratrovi seznam věcí, které matka chtěla udělat než zemře. Lorcan se rozhodne společně s bratrem všech 100 přání splnit.

## Ocenění
Film získal Oscara za nejlepší krátký hraný film v roce 2023. Získal rovněž cenu BAFTA za nejlepší krátký film na British Academy Film Awards.

## Zajímavosti
Snímek je pojmenován podle sousloví „irské sbohem“, což znamená rychlý odchod ze společenského setkání bez řádného rozloučení.